# الفياض (البريمي)
منطقة الفياض منطقة سكنية تقع في ولاية البريمي، التابعة لمحافظة البريمي في سلطنة عمان. يوجد بها العديد من الأودية مثل وادي نجاد و وادي شام و غيرها ويوجد بها بعض القرى المتفرقة ويقدر عدد سكانها بـ 1050 نسمة حسب إحصاء عام 2010 التابع للمركز الوطني للإحصاء والمعلومات الحكومي. رمز المنطقة هو 40120467 ويوجد بها مدرسة حكومية و مركز الفياض الصحي .

## الوصلات الخارجية
- المركز الوطني للإحصاء والمعلومات، سلطنة عمان